# Gmina Eureka (hrabstwo Adair)
Gmina Eureka (ang. Eureka Township) – gmina w USA, w stanie Iowa, w hrabstwie Adair. Według danych z 2020 roku gmina miała 101 mieszkańców.